# يانغ مين
يانغ مين (بالإيطالية: Yang Min)‏ هو لاعب تنس الطاولة إيطالي وصيني، ولد في 20 فبراير 1963 في شانغهاي في الصين.

## وصلات خارجية
- يانغ مين على موقع اللجنة الأولمبية الدولية (الإنجليزية)
- يانغ مين على موقع أوليمبيديا (الإنجليزية)